# Júlia Szász
Júlia Szász (anhörenⓘ; * 6. Dezember 1994 in Budapest) ist eine ungarische Schauspielerin.

## Leben und Karriere
Szász wurde am 6. Dezember 1994 in Budapest geboren. Sie besuchte die Batthyány Kázmér Gimnázium. Danach studierte sie an der Universität Kaposvár.
Von 2018 bis 2020 war sie in dem Serie A tanár zu sehen. Anschließend trat Szász 2019 in dem Film Seveled auf. Im selben Jahr wurde sie für die Serie Csak színház és más semmi gecastet. Außerdem bekam sie 2020 in Bátrak földje eine Hauptrolle. 2022 setzte sie ihre Karriere in Magunk maradtunk fort. Unter anderem spielte sie in A besúgó mit.
November 2023 ereignete sich ein schwerer Unfall im Nationaltheater in Budapest, bei dem sie und der Schauspieler Ottó Horváth Lajos aus mehreren Metern Höhe stürzten.

## Filmografie
Filme
- 2019: Seveled
- 2022: Magunk maradtunk

Serien
- 2018–2020: A tanár
- 2019: Csak színház és más semmi
- 2020: Bátrak földje
- 2022: A besúgó